# Poa perconcinna
Poa perconcinna är en gräsart som beskrevs av John Richard Edmondson. Poa perconcinna ingår i släktet gröen, och familjen gräs. Inga underarter finns listade i Catalogue of Life.